# Copera chantaburii
Copera chantaburii – gatunek ważki z rodziny pióronogowatych (Platycnemididae). Występuje w Azji Południowo-Wschodniej; stwierdzony w Tajlandii i południowym Wietnamie.